# Prostatite
Per prostatite si intende qualsiasi forma di infiammazione della ghiandola prostatica. Poiché le donne sono sprovviste di tale ghiandola si tratta di una sindrome che colpisce esclusivamente il sesso maschile. Le donne possiedono delle microscopiche ghiandole periuretrali, definite ghiandole di Skene, site nell'area prevaginale in prossimità dell'uretra, ghiandole che sono considerate l'omologo della prostata e possono causare una sintomatologia simile.
La prostatite ha un'incidenza che va dal 7% al 12% a seconda del territorio e delle statistiche.

## Nomenclatura
Il termine prostatite in senso stretto si riferisce all'infiammazione istologica (microscopica) del tessuto ghiandolare prostatico, ciononostante il termine è stato usato in maniera vaga per descrivere una serie di condizioni cliniche relativamente differenti fra loro. Per tentare di porre rimedio a questa situazione la National Institutes of Health (NIH), nel 1999 ha emanato un nuovo sistema di classificazione.

## Classificazione
Seguendo la classificazione effettuata nel 1999 dal National Institute of Health, la prostatite è stata suddivisa in quattro differenti categorie.
- Categoria I: prostatite acuta (batterica)
- Categoria II: prostatite cronica batterica
- Categoria III: prostatite cronica abatterica oppure sindrome dolorosa pelvica cronica (o chronic pelvic pain syndrome, CPPS), mioneuropatia pelvica.
- Categoria IV: prostatite asintomatica

La categoria III può essere suddivisa in IIIa (infiammatoria) e IIIb (non-infiammatoria) a seconda del livello di leucociti rilevato nei secreti prostatici a seguito delle analisi di laboratorio, nonostante tale divisione queste sottocategorie hanno un'utilità limitata nella pratica clinica.

## Categoria I: prostatite acuta (batterica)

### Sintomi
I soggetti affetti da prostatite acuta riferiscono brividi, febbre, dolore alla schiena e nell'area genitale, frequenza ed urgenza urinaria spesso durante la notte, bruciore e fastidio durante la minzione, dolenza diffusa e un'infezione del tratto urinario evidenziata, a seguito di analisi di laboratorio, dalla presenza di leucociti e batteri nelle urine. Possono essere presenti secrezioni dal pene. Un'evenienza relativamente comune è rappresentata dalla ritenzione acuta d'urina, dovuta al fatto che l'infiammazione determina un restringimento del primo tratto dell'uretra (l'uretra prostatica). Il paziente cerca di urinare senza successo lamentando forti dolori alla parte bassa dell'addome. In questo caso per drenare l'urina è necessario mettere un tubo che dalla parete anteriore dell'addome va in vescica, e lasciarlo finché la malattia non sia guarita. È sconsigliato l'uso del catetere in quanto può rendere più grave la malattia determinando un'ulteriore irritazione sull'uretra prostatica.

### Diagnosi
La diagnosi si basa sulla raccolta dei dati anamnestici, degli esami clinici e strumentali. In corso d'anamnesi talvolta si rilevano rapporti sessuali a rischio (nuovo partner, rapporti anali non protetti ecc.). Gli esami di laboratorio evidenziano la presenza di agenti microbici nei campioni biologici raccolti. I batteri più comuni sono Escherichia coli, Klebsiella, Proteus, Pseudomonas, Enterobatteri, Enterococco, Serratia e Stafilococco aureo. Tali infezioni possono rappresentare una minaccia per alcuni pazienti e può essere necessaria l'ospedalizzazione con la somministrazione di antibiotici per via endovenosa. Un emocromo può rivelare un incremento dei leucociti nel sangue. La prostatite acuta porta assai raramente a una setticemia, ma ciò può avvenire in pazienti immunodepressi; in caso di febbre alta e malessere generalizzato è indicata una coltura ematica, che è spesso positiva.

### Terapia
Gli antibiotici rappresentano il trattamento di prima linea nella prostatite acuta (Cat I). Deve essere utilizzato un antibiotico verso cui il batterio sia sensibile, scelto a seguito di antibiogramma. Le penicilline ad ampio spettro e le cefalosporine di III generazione rappresentano generalmente la prima scelta terapeutica empirica che può essere modificata, dopo un miglioramento iniziale, con fluorochinoloni per un tempo compreso tra due e tre settimane. Alcuni antibiotici presentano uno scarso indice di penetrazione nella capsula prostatica e altri penetrano bene, ma occorre sempre avere un antibiogramma specifico. Pazienti gravemente ammalati possono necessitare dell'ospedalizzazione, mentre di norma i pazienti in condizione di salute accettabile possono essere curati restando a casa nel letto, utilizzando analgesici ed avendo cura di mantenere una buona idratazione.

### Prognosi
Nella maggior parte dei casi la prognosi è positiva con un recupero completo senza conseguenze negative successive.

## Categoria II: prostatite cronica batterica

### Sintomi
La prostatite batterica cronica è una condizione relativamente rara (<5% dei pazienti con problemi prostatici non legati a LUTS o IPB), questa condizione presenta solitamente il classico quadro delle infezioni del tratto urinario con un carattere intermittente ed è considerata come un'infezione cronica della ghiandola prostatica. Il dottor Weidner, professore di medicina del Dipartimento di Urologia dell'Università di Gießen ha dichiarato: «nello studio di 656 soggetti, abbiamo raramente rilevato la prostatite cronica batterica. Essa deve essere considerata una patologia rara. La maggior parte delle volte causata da escherichia coli». I sintomi possono essere completamente assenti, fintanto che non ci sia anche un'infezione della vescica urinaria; il maggior problema causato da tale condizione è rappresentato dalle ricorrenti cistiti.

### Diagnosi
In caso di prostatite batterica cronica vengono rilevati batteri nella prostata anche se non sono presenti altri sintomi. L'infezione della prostata è diagnosticata a seguito della coltura delle urine, dello sperma e del liquido prostatico, quest'ultimo ottenuto dall'urologo eseguendo un massaggio prostatico. Se a seguito del massaggio non è stato possibile raccogliere secreto prostatico, l'urina post-massaggio dovrebbe comunque contenere alcuni batteri prostatici. L'analisi del PSA (Prostate specific antigen) potrebbe mostrare un valore elevato nonostante l'assenza di neoplasie. I campioni di materiale biologico raccolto devono essere inviati in centri specializzati nella diagnosi e terapia delle malattie sessualmente trasmissibili. Occorre infatti eseguire uno screening approfondito per la ricerca di eventuali agenti patogeni. In particolare vanno ricercati nelle urine del primo getto al mattino i micoplasmi urogenitali, la Chlamydia trachomatis, il gonococco e i virus HPV, HSV 1 e 2; utile anche la ricerca delle IgA secretorie anti Chlamydia t. Eventuale esame colturale per germi comuni e miceti. Sullo sperma vanno eseguiti: la spermiocoltura per germi comuni e miceti e Trichomonas vaginalis, la ricerca del DNA di Chlamydia trachomatis e il gonococco mediante test di amplificazione (PCR), la ricerca dell'HPV DNA, HSV1 e 2 DNA, delle IgA secretorie anti Chlamydia trachomatis e dei mycoplasmi urogenitali. Indagini analoghe devono essere eseguite anche dall'eventuale partner.

### Terapia
La terapia richiede cicli prolungati di antibiotici con alta penetrabilità della ghiandola prostatica (β-lactami e nitrofurantoina sono inefficaci). Tali antibiotici includono chinoloni, sulfamidi, macrolidi. Infezioni persistenti possono beneficiare di un miglioramento sintomatologico nell'80% dei pazienti grazie all'utilizzo di alfa-bloccanti (tamsulosina, alfuzosina). L'avvento di nuove molecole antibiotiche appartenenti alla famiglia dei chinolonici di ultima generazione, come la moxifloxacina e la plurifloxacina, ha migliorato la prognosi delle prostatiti croniche. La moxifloxacina diffonde molto bene nel tessuto prostatico ed è caratterizzata da una bassissima mic. La plurifloxacina è molto attiva nei confronti della Chlamydia T (Due cicli di quattordici giorni ciascuno a distanza di dieci giorni l'uno dall'altro). SI stanno sperimentando protocolli terapeutici che impiegano entrambi questi farmaci in sequenza con risultati incoraggianti. In presenza di enterobatteri, in combinazione alla terapia antibiotica è molto utile la somministrazione di enterovaccini (es. Symbio flor 1, Symbio flor 2 ed altri contenenti lisati batterici come Enterococchi ed Escherichia coli) che stimolerebbero il sistema immunitario riducendo la frequenza delle ricadute, e la somministrazione di integratori alimentari a base di: L-Arginina, Carnitina, Acetilcarnitina, Ginseng per migliorare la spermiogenesi (Fertimev).
L'unione di massaggi prostatici e cicli di antibiotici è stata proposta in passato come benefica (Manila Protocol). Questa pratica non è esente da rischi. ed in un recente studio non è risultata essere superiore ai soli antibiotici.

### Prognosi
Col passare del tempo il tasso di miglioramento è elevato e supera il 50%.

## Categoria III: CPPS, mioneuropatia pelvica

### Sintomi
La CPPS è caratterizzata da un dolore pelvico di causa ignota che dura da almeno 6 mesi ininterrottamente. I sintomi solitamente presentano un carattere ciclico con dei periodi di miglioramento seguiti ad altri in cui si avverte una recrudescenza degli stessi. Il dolore può essere lieve o debilitante, e può irradiarsi dai glutei o dal retto, rendendo difficoltoso restare seduti. Disuria, mialgia, fatica cronica, dolore addominale, bruciore costante all'interno del pene, frequenza ed urgenza urinaria possono essere presenti. L'urgenza e la frequenza minzionale la fanno apparire simile alla cistite interstiziale (un'infiammazione della vescica piuttosto che della prostata).
L'eiaculazione può essere fastidiosa o dolorosa a causa della contrazione della prostata durante l'emissione del liquido seminale, benché il dolore muscolare e l'irritazione nervosa siano più comuni e debbano essere considerati un classico segno di CPPS. Alcuni pazienti riportano un calo della libido, disfunzioni sessuali ed erettili. Il dolore post eiaculatorio è un sintomo che permette di distinguere i pazienti affetti da CPPS da quelli affetti da iperplasia prostatica benigna (IPB).

### Teorie riguardanti l'eziologia
Ci sono differenti teorie riguardanti l'eziologia della CPPS, fra queste meritano una menzione l'ipotesi autoimmune, per la quale però ci sono scarse evidenze, l'infiammazione neurogena e la sindrome del dolore miofasciale. Le ultime due ipotesi possono avere una genesi in disfunzioni locali del sistema nervoso causate da traumi passati o da una predisposizione genetica che in alcuni individui porta ad un'anormale ed inconscia contrazione della muscolatura pelvica che causa un'infiammazione dei tessuti mediata da sostanze rilasciate dal sistema nervoso (come la sostanza P). La prostata e gli altri tessuti dell'area genitourinaria (vescica, uretra e testicoli) possono infiammarsi a causa dell'azione di attivazione che il sistema nervoso pelvico ha sui mastociti nelle terminazioni nervose. Questa capacità dello stress di indurre infiammazioni genitourinarie è stata dimostrata anche in maniera sperimentale in altri mammiferi.
Il dottor Anthony Schaeffer, ricercatore impegnato da molti anni sulle prostatiti, commentando un editoriale del The Journal of Urology del 2003 ha affermato che: «è stato dimostrato che anche se sono presenti all'interno della prostata batteri patogeni, così come negli uomini affetti da prostatite batterica cronica, essi non sono la causa del dolore pelvico cronico a meno che non si sviluppi un'infezione acuta delle vie urinarie. L'insieme di queste informazioni sembrerebbe suggerire che i batteri non abbiano un ruolo significativo nello sviluppo della CPPS. In soggetti affetti da CPPS l'osservazione clinica della riduzione della sintomatologia a seguito di terapia antibiotica è stata testata in uno studio controllato a doppio cieco. Tenuto conto del fatto che gli antibiotici possono avere un effetto antinfiammatorio, è possibile che questa tipologia di farmaci possa procurare dei benefici momentanei ai pazienti riducendo l'infiammazione piuttosto che eradicando i batteri».
Ad un anno di distanza da questa dichiarazione il dottor Schaeffer ed i suoi colleghi hanno pubblicato uno studio che ha mostrato come gli antibiotici siano fondamentalmente inutili in caso di CPPS.
La teoria dell'infezione batterica, che è stata per lunghi anni la maggior spiegazione eziologia della CPPS, è stata nuovamente sminuita in un altro studio del 2003 effettuato da un team dell'Università di Washington guidato dal dottor Lee e dal professor Richard Berger. Lo studio ha utilizzato due gruppi di individui, uno composto da soggetti affetti da CPPS ed un altro di controllo, con soggetti sani. L'analisi delle colture dei secreti ha mostrato che un terzo dei soggetti di entrambi i gruppi aveva una conta uguale di ceppi batterici simili che avevano colonizzato la loro prostata.
Dalla pubblicazione di questi studi l'interesse di analisi per la CPPS si è spostato dall'eziologia batterica a quella neuromuscolare.
- Possibile ruolo dei batteri difficilmente colturabili nella CPPS: ci sono stati alcuni dubbi riguardanti il ruolo dei microrganismi non colturabili (criptobatteri). Sebbene un team guidato da Keith Jarvi nel 2001, abbia riportato l'isolamento di un particolare tipo di batterio, durante il convegno annuale dell'American Urological Association (AUA),[13] tale risultato non è mai stato pubblicato su alcun giornale urologico, segno che lo studio non deve aver superato il processo di revisione paritaria. Una notizia sull'accaduto è stata pubblicata su Urology Times,[14] una newsletter per urologi. Comunque, successivi attenti studi in PCR non sono stati capaci di replicare tali ritrovamenti ed i ricercatori medici sembrano concordi nell'affermare che la CPPS non è causata da un'infezione batterica attiva.
- La prostatite abatterica come forma particolare di cistite interstiziale (CI): alcuni ricercatori hanno proposto che la CPPS sia una forma di cistite interstiziale. Un grande studio multicentrico randomizzato e controllato ha mostrato che Elmiron (pentosano polisolfato sodico) è leggermente superiore al placebo nel trattare i sintomi della CPPS.[15] Altre terapie che sono risultate superiori all'Elmiron nel trattamento della cistite interstiziale, come la quercetina e l'amitriptylina, possono risultare utili nel trattamento della CPPS.

### Diagnosi
Non esistono prove diagnostiche definitive per la CPPS. Questa infatti è una sindrome poco conosciuta nonostante rappresenti il 90%-95% delle diagnosi di prostatite. È stata diagnosticata in soggetti di qualsiasi età, con un picco massimo intorno ai 30. La CPPS può essere di tipo infiammatorio (categoria IIIa) o non infiammatorio (categoria IIIb). Nel primo tipo le urine, lo sperma o il liquido seminale contengono pus (leucociti morti), mentre nel secondo tipo non sono presenti residui di pus o leucociti.
Recenti studi hanno messo in discussione la distinzione tra le due categorie, da quando entrambe hanno dimostrato un'evidenza d'infiammazione considerando marcatori infiammatori più complessi, come le citochine. Nel 2006, un ricercatore cinese ha dimostrato che gli individui delle categorie IIIa e IIIb presentano un medesimo elevato livello di citochine anti-infiammatorie TGFβ1 e di citochine pro-infiammatorie IFN-γ nelle loro secrezioni prostatiche rispetto al gruppo di controllo; per tale motivo la misurazione del livello delle citochine potrebbe essere usato per diagnosticare la categoria III delle prostatiti.
In uno studio in doppio cieco è stata mostrata la presenza di un numero leggermente superiore di batteri nei secreti dei soggetti sani rispetto a quelli affetti da CPPS. Il tradizionale test dei quattro bicchieri messo a punto da Stamey non è valido per la diagnosi di questa patologia e la sede dell'infiammazione non può essere localizzata in nessuna particolare area del tratto genitourinario.
Gli individui affetti da CPPS hanno una maggiore probabilità di soffrire della sindrome da fatica cronica rispetto alla normale popolazione, e di sindrome del colon irritabile. I livelli di PSA possono essere elevati sebbene non sia presente una neoplasia.

### Terapia

#### Trattamento fisico e psicologico
Per la prostatite abatterica (categoria III), detta anche CPPS o mioneuropatia pelvica, che rappresenta la maggioranza dei soggetti con diagnosi da "prostatite" un trattamento chiamato protocollo Stanford, sviluppato nel 1996 dal professore di urologia Rodney Anderson e dallo psicologo David Wise della Stanford University, è stato pubblicato nel 2005. Il protocollo consiste nella combinazione di una "terapia psicologica" (la paradoxical relaxation, che è un adattamento specifico alla CPPS di una tecnica di rilassamento progressivo sviluppato da Edmund Jacobson durante il XX secolo), fisioterapia (basata sull'individuazione di trigger point all'interno del pavimento pelvico e sulla parete addominale) ed esercizi di stretching che aiutano ad ottenere un maggiore rilassamento del pavimento pelvico.
Nonostante questi studi appaiano estremamente incoraggianti, sono attese prove definitive sull'efficacia del protocollo a seguito di un importante studio casualizzato in doppio cieco che presenta non poche difficoltà quando si tratta di verificare l'efficacia di terapie fisioterapiche rispetto a quelle farmacologiche.
Secondo questo approccio la CPPS potrebbe avere come sua unica causa iniziale l'ansia, vissuta in maniera compulsiva. È stato teorizzato che lo stress abbia la capacità, in alcuni soggetti predisposti, di sensibilizzare la zona pelvica conducendo ad un circolo vizioso di tensione muscolare che aumenta con un meccanismo di feedback neurologico (neural wind-up). L'attuale protocollo si focalizza sul rilassamento dei muscoli pelvici ed anali (che solitamente presentano dei trigger points) attraverso sedute fisioterapiche interne (per via anale) e massaggi esterni, oltre a tecniche di rilassamento progressivo che hanno l'obiettivo di interrompere l'abitudine di focalizzare l'ansia e lo stress sulla muscolatura pelvica.
Le tecniche di biofeedback che re-insegnano come controllare la muscolatura pelvica possono essere utili in caso di CPPS.
L'esercizio aerobico può aiutare coloro i quali non soffrono della sindrome della fatica cronica e/o non accusano un peggioramento dei sintomi con l'esercizio fisico.

#### Terapia farmacologica
C'è una lunga lista di farmaci adottati per trattare questa sindrome.
Alfa bloccanti (tamsulosina, alfuzosina) sembrano avere un leggero effetto migliorativo sulla sintomatologia ostruttiva in soggetti affetti da CPPS; la durata della terapia, per avere un certo grado di efficacia deve essere almeno di tre mesi.
La quercetina ha mostrato la sua efficacia in uno studio randomizzato, in doppio cieco e con il controllo del placebo, con l'assunzione di 500 mg due volte al giorno per 4 settimane. Successivi studi hanno mostrato che la quercitina è un inibitore dei mastociti, riduce l'infiammazione e lo stress ossidativo nella prostata. Anche l'estratto di polline (Cernilton) ha dimostrato la sua efficacia in uno studio controllato.
Terapie comunemente usate che non sono state valutate in maniera appropriata in studi clinici sono le modificazioni della dieta, gabapentin e amitriptilina. Altre terapie sono risultate inefficaci in studi controllati: levaquin (antibiotico), alfa bloccanti per un periodo inferiore alle 6 settimane e l'ablazione della prostata per via transuretrale (TUNA).
Almeno uno studio suggerisce che l'approccio multimodale (rivolto a differenti obiettivi come l'infiammazione e la disfunzione muscolare simultaneamente) è migliore di una singola terapia in un'analisi di lungo periodo.

### Prognosi
Negli ultimi anni la prognosi per la CPPS è migliorata notevolmente con l'avvento di terapie multimodali, sostanze fitoterapiche e protocolli mirati al rilassamento della tensione muscolare attraverso lo scioglimento dei trigger point ed il controllo dell'ansia.

## Categoria IV: prostatite asintomatica

### Sintomi
I soggetti non riferiscono disturbi genitourinari, ma leucociti o batteri vengono notati durante esami effettuati per altri scopi (biopsie o check up).

### Diagnosi
La diagnosi avviene a seguito di analisi di laboratorio su urine o sperma o a seguito di un'ecografia prostatica transrettale (che rimane un esame di scarsa validità nell'identificazione delle prostatiti, dato che l'osservazione di piccole cisti, di calcificazioni o di una generale disomogeneità della struttura viene spesso riscontrata anche in pazienti completamente asintomatici), che viene comunque evidenziata dalla presenza di leucociti nello sperma.

### Terapia
Non è necessario alcun trattamento, nonostante ciò viene adottata una terapia standard per soggetti affetti da infertilità e dalla prostatite asintomatica, tale terapia si basa sull'assunzione di antibiotici e/o antinfiammatori nonostante l'evidenza di una loro efficacia sia debole.
Siccome i "segnali" di una prostatite asintomatica possono qualche volta essere scambiati per un cancro della prostata può risultare utile l'analisi del rapporto fra PSA libero e totale. Il risultato di questo semplice test ha mostrato, in uno studio, una significativa differenza fra una neoplasia e la categoria IV delle prostatiti.

## Problemi legati alla prostatite
- Disturbi di minzione (disuria, nicturia, pollachiuria, tenesmo vescicale, stranguria)
- Ematuria
- Uretrite o uretrodinia
- Disturbi di erezione
- Possibile dolore durante l’eiaculazione;
- eiaculazione precoce

## Diagnosi
Nella valutazione delle condizioni prostatiche e di un eventuale tumore alla prostata, l'intelligenza artificiale può integrare i risultati della risonanza magnetica multiparametrica con quelle dell’ecografia transrettale, riducendo il rischio di errore umano e migliorando l’accuratezza diagnostica.